# Menstruation
« Règles » redirige ici. Pour les autres significations, voir Règle.

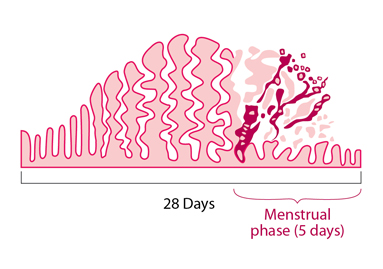
Diagramme qui illustre comment le flux de l'endomètre s'accumule et se rompt pendant le cycle menstruel.

La menstruation, couramment appelée les règles, est l'écoulement périodique et temporaire par le vagin d'un mélange composé de sang, de sécrétions vaginales, et de cellules de la paroi utérine. Ce phénomène concerne l'être humain ainsi que certains mammifères placentaires femelles.
Cet écoulement correspond à l'évacuation de la couche superficielle de la muqueuse de l'utérus, l'endomètre, qui s'épaissit au cours du cycle menstruel et qui est évacué en l'absence de fécondation sous forme d'un saignement plus ou moins abondant, sur une période pouvant durer de trois à dix jours. Chez l'humain, les saignements sont communément absorbés par des protections hygiéniques. Le volume des pertes menstruelles est compris entre cinquante et soixante millilitres de sang, mais varie selon les personnes et les cycles.

## Étymologie
Le terme menstruation vient du mot latin mensis « mois » (proche du grec mene, la lune) qui évoque une parenté avec les cycles lunaires mensuels. Le mot règle, quant à lui, évoque la notion de phénomène régulier (cycle de 28 jours, en moyenne, mais qui n'est vraiment régulier que chez 13% des personnes). On parle de « dysménorrhée » pour les règles difficiles et/ou douloureuses (la partie « ménorrhée » dans le mot dysménorrhée venant du mot grec « μήν » (mén), qui signifie « mois » ; et « ῥοή » (rhoe), qui signifie « écoulement » ou « flux » ; ou « ῥέειν » qui peut se traduire par « couler », et désignant ainsi un écoulement mensuel).

## Caractéristiques
Le phénomène des menstruations se retrouve chez plusieurs espèces, majoritairement des primates. Ainsi, tous les Catarhiniens (singes de l'Ancien monde dont fait partie l'espèce humaine) ou presque, ainsi que certains Platyrhiniens (singes du Nouveau monde) sont concernés. Des chauves-souris et une espèce de musaraigne, le macroscélide de Peters présentent aussi cette caractéristique physiologique. Les règles forment une manifestation visible du cycle menstruel chez les femelles des espèces concernées en âge de procréer.
Les menstruations sont l'écoulement d'un fluide biologique complexe composé de sang, de sécrétions vaginales, et de cellules endométriales de la paroi utérine. Elles surviennent après un cycle menstruel complet durant lequel l'ovocyte n'a pas été fécondé. Les menstrues marquent ainsi le premier jour du cycle menstruel suivant.
Chez l'humain, les premières menstruations appelées « ménarche » apparaissent à un âge variable selon les individus, estimé entre 12 et 13 ans. Elles peuvent toutefois survenir beaucoup plus tôt ou beaucoup plus tard, sans que cela ne soit révélateur d'une affection. Les règles peuvent mettre plusieurs cycles à devenir régulières. La survenue des règles s'interrompt définitivement lors de la ménopause. Les menstruations sont également généralement interrompues durant la grossesse.
Tous les saignements qui peuvent apparaître durant le cycle menstruel ne sont pas des règles.
L'hypothétique effet McClintock indiquerait que lorsque plusieurs femmes vivent ensemble, il y a synchronisation des règles. Cependant, cet effet est largement controversé et les preuves scientifiques actuelles tendent à indiquer l'absence de phénomène de synchronisation, la synchronisation constatée serait due au hasard. Ce phénomène a été observé chez d'autres animaux comme la souris sous la forme d'une synchronisation des œstrus au sein d'un même groupe, phénomène appelé effet Whitten (en).

### Nombre de menstruations au cours d'une vie
Le nombre de menstruations au cours de la vie varie. Le fait que les femmes aient des règles tous les mois est relativement récent puisque nos ancêtres alternaient fréquemment grossesse et allaitement maternel, ce qui empêchait l'apparition des règles (aménorrhée de lactation),.
Ce nombre de menstruations dépend aussi fortement du contexte social. Il est estimé qu'une femme américaine a environ 450 menstruations durant sa vie, alors qu'une femme aborigène d'Australie en a environ 180, en raison du nombre plus élevé d'enfants conçus et de l'allaitement consécutif à la grossesse. Il est également estimé que les femmes du Paléolithique étaient peu réglées, en raison de leur courte espérance de vie, du nombre de grossesse vécues et de l'allaitement consécutif, mais aussi en raison de leur activité physique ou de leur mauvais état de santé, périodes pouvant provoquer une absence de règles.
Ces différences de comportement (grossesses plus espacées, périodes d'allaitement absentes ou raccourcies) ainsi qu'une puberté plus précoce impliquent pour la femme occidentale actuelle un risque plus élevé de carence en fer.

### Durée
Les règles ont une durée majoritairement comprise entre 3 et 6 jours, tandis que le flux le plus important survient le deuxième jour. Avec l'âge, la durée des règles diminue tandis que leur volume augmente légèrement. Plusieurs facteurs sont susceptibles d'influencer la durée des menstruations, comme le groupe ethnique, mais aussi la masse corporelle et le régime alimentaire.

### Régularité
La régularité dépend de l'individu mais aussi des circonstances.
À partir de 1971, certaines recherches ont suggéré que les cycles menstruels des femmes et des jeunes filles qui cohabitent se synchronisaient — ce qui a été appelé la synchronisation menstruelle. Cependant, le début des années 2000 a connu un important débat sur son existence. Une étude réalisée en 2013 a conclu que la synchronisation menstruelle n'existe probablement pas.

### Fertilité
Les spermatozoïdes peuvent survivre dans le corps de la femme pendant une période de 2 à 5 jours et l'ovule environ 24 heures. La période de fécondation commence donc cinq jours avant l'ovulation et se termine une journée après celle-ci.
La période de menstruation, lorsque les cycles sont régulièrement établis, est donc peu fertile mais le reste néanmoins.

## Physiologie

### Système endocrinien

Évolution des follicules ovariens (en haut) et de la muqueuse utérine (en bas) au cours d'un cycle menstruel, avec les cycles hormonaux (au milieu). L'hormone folliculo-stimulante (FSH) et l'hormone lutéinisante (LH) sont des hormones produites par l'hypophyse tandis que l'estradiol et la progestérone sont des hormones produites par les ovaires, sous l'influence des hormones hypophysaires.

Les règles surviennent à la fin de la phase lutéale et au début de la phase folliculaire du cycle menstruel. L'épaississement de l'endomètre, sous l'effet de la progestérone, prépare l'utérus à la possible implantation d'un ovocyte fécondé. En l'absence d'implantation, les taux de progestérone diminuent fortement en fin de cycle, parallèlement à la dégénérescence du corps jaune (ou « corpus luteum »). La chute du taux de progestérone, par le biais de mécanismes cellulaires et moléculaires complexes, entraîne la survenue des règles.
La diminution brutale du taux de progestérone entraîne une libération de chimiokines, de prostaglandines, et a également des effets sur le système vasculaire, comme un vasoconstriction. Les prostaglandines libèrent des cytokines, qui, conjuguée à l'hypoxie provoquée par la vasoconstriction des vaisseaux, provoquent la destruction du tissu endométriale par la métalloprotéinase de la matrice (MMP).

### Contractions utérines
Les contractions utérines sont provoquées par les prostaglandines F.

## Sang menstruel

### Volume
Pendant les règles, le volume de sang menstruel qui s'écoule est compris entre 50 et 60 ml (en moyenne). Cette quantité varie cependant entre les individus, selon les cycles et les stades de la vie procréative. Lorsque le volume de sang des règles est supérieur à 80 ml, les menstruations sont qualifiées de « ménorragie ».
Certaines personnes présentent des menstruations extrêmement abondantes. Celles-ci peuvent conduire à des carences martiales.

### Aspect
L'aspect du sang menstruel varie en fonction des personnes et des cycles. Il peut prendre différentes couleurs, du rouge vif au marron. Ainsi au contact de l'air à l'intérieur ou à l'extérieur du corps, le sang s'oxyde et brunit au lieu de conserver sa couleur rouge.
Le sang menstruel a un aspect visqueux et parfois grumeleux. Il peut ainsi contenir des « caillots » qui sont le résultat de l'évacuation du tissu endométrial.

### Composition
La composition exacte du sang menstruel varie en fonction des individus et au cours des menstruations.
Le sang menstruel est composé d'un mélange de sang comprenant des globules rouges et des éléments de sérum, mais aussi des composants de l'endomètre comme des agglomérats, des protéases endométriales, ainsi que des sécrétions vaginales.

### Usages
Une entreprise indienne, Life Cells, permet la conservation du sang menstruel pendant quinze ans dans l'éventualité d'une utilisation médicale, cependant sans garantie que des traitements aient été découverts d'ici là.
Le sang menstruel est également utilisé comme matériau en art contemporain.

## Impacts

### Discriminations
Dans certaines sociétés, les mythes sur les règles ont un impact direct sur la vie quotidienne des femmes, les conduisant à être écartées de la vie quotidienne normale durant cette période, ou à ne pas avoir le droit de toucher certains aliments, à ne pas se nettoyer les parties génitales ou ne pas utiliser de protections hygiéniques. Au Népal, la tradition du chaupadi oblige les femmes à devoir s'isoler plusieurs jours dans une cabane hors du foyer, les exposant à des violences sexuelles mais également aux conditions météorologiques et aux attaques d'animaux.

### Aspect sanitaire
Le manque d'accès à des installations sanitaires et aux protections hygiéniques ne permet pas de garantir une hygiène suffisante pendant la période des règles, qui exposent à des risques d'infections gynécologiques.

### Gestion quotidienne

#### Protections hygiéniques
Pour mettre une protection hygiénique, il faut commencer par se laver les mains pour éviter de s’infecter. Ensuite, il faut suivre les instructions indiquées sur l’emballage de la protection hygiénique. Les protections internes nécessitent plus de précautions. Selon la protection, il faut la changer ou la laver plus ou moins régulièrement. 

#### Douleurs
Les menstruations peuvent provoquer des douleurs pelviennes, abdominales et dorsales, qui peuvent être à l'origine d'absentéisme à l'école ou au travail,. Les douleurs liées aux règles ont un impact négatif sur la qualité de vie et la qualité du sommeil, entraînant de manière non systématique des changements d'humeur. L'intensité et la régularité de la douleur peuvent différer d'une personne à une autre.
Ces douleurs poussent certains pays à instituer un congé menstruel pour les femmes concernées, comme au Japon, en Indonésie depuis 1948, en Corée du Sud depuis 2001, à Taïwan depuis 2013 ; ou en Zambie depuis 2015.

#### Risque de carence en fer
Chez la femme en âge de procréer, les principales causes d'anémie ferriprive sont la menstruation et la perte de fer associée à la grossesse. Le volume des pertes menstruelles est compris entre 50 et 60 mL de sang, mais varie entre les individus et selon les cycles. Un millilitre de sang contenant 0,5 mg de fer, il existe un risque de carence martiale, avec anémie (anémie ferriprive) ou sans anémie (carence en fer sans anémie). Les femmes menstruées ont des besoins en fer (18 mg par jour) deux fois supérieurs aux hommes (8 mg par jour) et aux femmes allaitantes (9 mg par jour). Selon une étude, les femmes adultes avec des menstruations devraient absorber 18,9 mg de fer par jour contre 18 mg lorsqu'elles ne sont pas menstruées. Les adolescentes avec menstruation devraient elles recevoir 21,4 mg de fer par jour.
Une étude indique cependant que l'absorption de 18 mg de fer par jour peut rarement être atteinte avec les aliments ordinaires disponibles. Ainsi, en 1994, l'alimentation de 92 % des femmes anglaises entre 16 et 50 ans n'atteignait pas 14,8 mg de fer. Sachant que sur les 18 mg que contiennent la nourriture, seuls 10 % seront absorbés, il a été établi que 1,8 mg de fer doit être assimilé pour satisfaire les besoins de 80 à 90 % des femmes.

## Anomalies

### Aménorrhée
L'absence de règles est désignée sous le terme d'« aménorrhée ». Elle peut être primaire ou secondaire.
Une fois les premières menstruations apparues et régulièrement établies, l'absence de règles, ou aménorrhée secondaire, traduit généralement une grossesse et peut se prolonger pendant l'allaitement (aménorrhée de lactation). À partir de l'âge de 40 à 50 ans, il peut s'agir de l'apparition de la ménopause. D'autres facteurs très fréquents peuvent causer une disparition des règles : maladies graves, prises de certains médicaments, anorexie, pratique sportive intensive, origines psychogènes (stress métabolique ou psychique accrus, troubles alimentaires, conditions chroniques), troubles d'origines utérine ou ovarienne.

#### Aménorrhée de lactation
L'allaitement consécutif à une grossesse aboutit à une anovulation ainsi qu'à la suspension des règles, dues à l'action sur l'axe hypothalamo-hypophysaire des stimulations mamelonnaires liés à la succion et aux stimuli neurosensoriels.

#### Contraception hormonale
Il est possible de choisir d'avoir des règles ou non par l'utilisation d'un moyen de contraception hormonale comme une pilule combinée prise sans interruption, une pilule progestative prise en continu, un DIU hormonal, un implant progestatif, un anneau contraceptif ou encore un patch pris sans interruption.

### Dysménorrhées
Des douleurs pelviennes, abdominales ou dorsales peuvent survenir pendant la période des règles. Ces douleurs peuvent être associées à un syndrome prémenstruel (ou SPM) et à des douleurs, des malaises, de la fatigue, dans certains cas à une anémie. Des diarrhées peuvent également survenir les premiers jours. Les dysménorrhées présentes dès les premières menstruations concernent 
On distingue généralement les dysménorrhées primaires, liées à l'effet des prostaglandines, qui affectent en priorité les adolescentes lors des premières années de leurs règles, et qui sont le plus souvent sans gravité, bien que pouvant être invalidantes, et les dysménorrhées secondaires, liées à de nombreuses pathologies possibles, dont l'endométriose. Dans le premier cas, les pharmaciens peuvent délivrer des traitements de type anti-inflammatoire non stéroïdien, en l'absence de contre-indications. Dans le second cas, ou lorsque les traitements sont inefficaces, il est nécessaire de consulter un médecin.
Une étude indique une corrélation entre la présence d'anémie et les troubles menstruels notamment la dysménorrhée, le syndrome prémenstruel, et les cycles irréguliers ou d'une longueur anormale.

### Ménorragies
Les ménorragies désignent les règles trop longues ou trop abondantes, dont le volume quotidien est supérieur à 80 millilitres de sang.

## Histoire et société
La menstruation est un phénomène physiologique « spectaculaire », à l'origine de nombreuses croyances et tabous culturels souvent liés à l'idée d'impureté.
Dans l'Europe pré-chrétienne les règles sont partie prenante d'une ritualisation du passage des saisons, qui concernent aussi bien la terre, les plantes que la reproduction humaine. L'ethnologue Sylvie Muller explique ainsi la place des règles dans le calendrier de l'ancienne Irlande paysanne :

« Au printemps, les fleurs signalent la disponibilité d’un potentiel fécond, exploité en Irlande par les mariages de février ; en été, se déroule la gestation des fruits ; en automne ont lieu la récolte et l’accouchement ; enfin, l’hiver correspond à la saison de la mort, de la menstruation et des sacrifices sanglants, pendant laquelle se constitue le terreau, lequel est composé des vies mortes qui nourriront le prochain cycle saisonnier. »

Pline l'Ancien, naturaliste romain, rapporte plusieurs croyances liées aux règles dans les septième et vingt-huitième livres de son Histoire naturelle (publiée vers 77). Par exemple, il prétend que la femme est la seule femelle qui ait un flux menstruel et la seule dans l'utérus de laquelle il se forme des « môles » (il fournit plus d'informations à ce sujet dans le dixième livre). Il dit aussi qu'une femme ayant ses règles brûle les plantes en les touchant ou fait avorter une jument enceinte d'un simple regard. De même, il affirme que le sang issu des règles permet de se débarrasser du bitume qui surnage dans les eaux du lac Asphaltite.
Chez les Oglalas, un rite de passage nommé Išnati Awicalowanpi isolait les jeunes filles en ménarche. On leur attribuait temporairement un tipi à l'extérieur du village. Une femme d'expérience, choisie par la famille, avait comme rôle de pourvoir à ses besoins et de lui enseigner ses futures tâches d'épouse et de mère. Une dizaine de jours après l'apparition des premières menstruations, une cérémonie était menée par un chaman. L'invocation de l'esprit du bison avait pour but d'assurer la fécondité de la jeune fille et de marquer son passage du monde des enfants à celui des adultes.

### Religions
Les religions sémitiques (notamment juives et musulmanes) associent différentes croyances et interdits aux règles. Les femmes sont considérées en état d'impureté rituelle lorsqu'elles ont leurs règles.
En Islam, pendant son cycle menstruel, la femme musulmane n'a pas le droit de faire sa prière ni son jeûne ni d'avoir un rapport sexuel avec son mari. Par ailleurs, pendant le pèlerinage de la Mecque, la circumambulation lui est interdite. La circumambulation est également interdite en cas de blessure conséquente. Il est en revanche possible de faire des invocations. Les prières manquées pendant les menstruations et lochies n'ont pas besoin d'être rattrapées mais il est nécessaire de rattraper les jours de jeûne du Ramadan.
Dans le judaïsme : 

Le Lévitique — un livre de l' Ancien Testament, et de la Torah — décrit l'impureté des objets qui touchent les règles de la femme : 

« La femme qui aura un écoulement de sang restera 7 jours dans la souillure de ses règles. Si quelqu'un la touche, il sera impur jusqu'au soir.

Tout lit sur lequel elle couchera pendant ses règles sera impur et tout objet sur lequel elle s'assiéra sera impur.

Si quelqu'un touche son lit, il lavera ses vêtements, se lavera dans l'eau et sera impur jusqu'au soir. 

Si quelqu'un touche un objet sur lequel elle s'est assise, il lavera ses vêtements, se lavera dans l'eau et sera impur jusqu'au soir. 

S'il y a quelque chose sur le lit ou l'objet sur lequel elle s'est assise, celui qui y touchera sera impur jusqu'au soir. 

Si un homme couche avec elle, si la souillure des règles de cette femme vient sur lui, il sera impur pendant 7 jours et tout lit sur lequel il couchera sera impur. 

La femme qui aura un écoulement de sang pendant plusieurs jours en dehors de ses règles, ou dont les règles dureront plus que d'habitude, sera impure pendant toute la période de son écoulement, comme pendant ses règles. »

Les prescriptions dans le judaïsme sont très détaillées. La Niddah, qui interdit les relations sexuelles avec la femme pendant ses règles car elle est alors considérée comme « impure », prévoit un ensemble de vérifications (bedika) visant à éliminer toute trace d'une goutte de sang qui pourrait souiller l'époux, et sept jours plus tard, le bain rituel, le mikvé.
Le Coran considère de même les règles comme un risque sanitaire (un état d'« impureté », najis نجس) : 

« Et ils t’interrogent sur les règles des femmes. Dis: “C’est un mal”. Vous devrez éviter les rapports sexuels avec les femmes durant les règles et ne les approchez pas, tant qu'elles ne sont pas propres. Quand elles sont propres, alors allez à elles comme Allah vous l’ a ordonné. Certes Allah aime ceux qui se repentent, et Il aime ceux qui sont propres. »

— Coran, sourate 2 – Verset 222.
La crainte du sang menstruel se retrouve comme une constante dans de nombreuses cultures, pour des raisons religieuses. Dans l'analyse psychanalytique, la mise en place de périodes d'interdit dans le judaïsme est aussi considéré comme propre à alimenter le désir sexuel, en retardant le moment du plaisir.
- Tahara (islam)
- Les restrictions existent dans d'autres religions : sikhisme, jaïnisme, hindouisme...

### Interdits
Dans les sociétés traditionnelles, il existe également des croyances très diverses liées aux menstruations. La question de la contamination est par exemple présente chez les Marquisiens :

« Les menstruations étaient entourées de plusieurs restrictions, et étaient la principale raison pour laquelle les femmes étaient regardées comme impures et impies. Les femmes ayant leurs règles devaient être évitées sous peine de contracter la lèpre, par contamination par contact avec elles, ou avec le fluide menstruel ou avec leurs vêtements. Les restrictions liées aux menstruations ont ensuite été étendues à toutes les femmes pubères à toutes les occasions. Il était interdit aux femmes de passer au-dessus de tout objet ou structure, ou de passer au-dessus de la tête d'une personne. Ainsi, une femme ne pouvait pas s'asseoir sur la selle d'un homme, aller en canoë, ou s'asseoir sur une chaise ou sous le porche d'une maison si un enfant était également en dessous. Car autrement elle contaminait l'objet ou la personne. Et la contamination ne pouvait être enlevée qu'en tuant la femme, ou en détruisant l'objet, ou en pratiquant le rituel ha'a tahe tahe. »

Le supposé pouvoir contaminant des règles reçoit à l'époque moderne diverses justifications. Au XIXe siècle, le criminologue italien Cesare Lombroso, dans le cadre d'une théorie sexiste et naturalisante de la criminalité, liait ainsi les menstruations à la criminalité féminine. Les sexologues Masters et Johnson font état, concernant la même époque, d'une tentative de justification médicale, en Angleterre, de la croyance en un pouvoir corrupteur des règles sur la nourriture :

« En 1878, le prestigieux British Medical Journal édita une série de lettres de médecins qui donnaient des « preuves » que le contact d’une femme qui avait ses règles pouvait abîmer le jambon qu’elle avait touché. »

En 1846, Victor Hugo cite l’exemple des catacombes de Paris, vouées en partie à la culture des champignons, et interdites aux femmes, dont les menstrues pouvaient « faire tourner et pourrir » les plantations. Lui-même affirme que l’indisposition périodique des actrices « fait tomber le blanc et le rouge » dont elles se maquillent.

### Un tabou dans de nombreux pays
En 2017, un groupe multinational vendant des protections périodiques, Essity, lance dans de nombreux pays une campagne publicitaire montrant un liquide rouge simulant le sang menstruel, au lieu du liquide bleu habituellement utilisé pour le représenter, avec le slogan Le sang c'est normal, le montrer devrait l'être aussi. Cette campagne déclenche en Australie les foudres de 600 téléspectateurs, qui se plaignent auprès de l'autorité de contrôle du caractère  « désagréable », « inutile », « choquant et inapproprié », « dérangeant », « dégradant pour les femmes » de la campagne et du fait qu’elle « ne convient pas aux enfants ». D'autres s'inquiètent que le spot publicitaire, passé à une heure de grande écoute, ne les expose à des questions de la part de leurs enfants sur ce que sont les règles. L'organisme de contrôle de la déontologie publicitaire, Ad Standards, rejette les plaintes et donne raison au fabricant, notant que « la publicité faisait partie d’une campagne conçue, au contraire, pour normaliser les règles et éliminer toute stigmatisation de honte ou de gêne envers les femmes ». Une étude parue après cet incident montre que pour 3 Australiennes sur 4 avoir ses règles est une honte, et 70 % d'entre elles préfèreraient rater un examen plutôt que leurs camarades apprennent qu'elles sont en période de menstruations.
Dans la majorité des pays où le groupe a décliné sa campagne, celle-ci n'a été relayée que sur Internet, les autorités locales l'ayant jugé « inappropriée », dont la France pour la marque Nana qui a jugé que « le sang sur une serviette est susceptible d’offenser le public.»
En France aussi à l'époque contemporaine les premières règles sont généralement mal vécues par les jeunes filles. Les règles en effet sont largement associées à un sentiment de honte et de dégoût. Elles sont identifiées à une saleté à cacher, en particulier des hommes. Cela participe à maintenir l'ignorance dans laquelle les hommes sont généralement maintenus sur ce sujet, ainsi qu'à faire considérer la condition féminine comme une contrainte.
En 1978, Gloria Steinem publie dans le magazine Ms. un essai satirique contrefactuel, intitulé « If men could menstruate » (« Si les hommes avaient leurs règles »). La réponse de la journaliste féministe est claire :  les hommes briseraient ces tabous et feraient de leurs menstruations une manifestation de virilité enviable,.

## Éducation
En 2018, selon l'UNESCO dans certains pays, les 2/3 des jeunes filles ignorent encore ce qui leur arrive quand leurs règles apparaissent.
L'ONU a mis à jour début 2018 ses principes directeurs internationaux sur l’éducation sexuelle en plaidant pour une éducation sexuelle « complète et de qualité » promouvant la santé et le bien-être, le respect des droits de l'homme et l'égalité des sexes, pour un passage plus facile et sûr de l'enfance à la vie adulte. La connaissance du phénomène de menstruation est l'un des nombreux sujets que l'éducation sexuelle aborde (dans la famille et/ou à l'école).

## Expressions
Plusieurs expressions désignent les menstrues d'une femme.
Certaines font référence à la guerre : « les Anglais ont débarqué » remonte aux guerres napoléoniennes par référence aux armées britanniques qui ont débarqué en France pour la bataille de Waterloo en 1815 et l'ont occupée jusqu'en 1818. Ces armées étaient en effet vêtues d'uniformes rouges et le lien avec le flux menstruel désagréable apparaît en 1820 dans le parler populaire parisien, en mauvais souvenir de l'occupant. La métaphore de la couleur rouge est aussi utilisée en Belgique ou en Grèce avec l'expression « les Russes sont arrivés » (référence à l'Armée rouge), tandis qu'aux Pays-Bas on « hisse le drapeau rouge », voire le « drapeau japonais ».
« Avoir ses ragnagnas » utilise le mot ragnagna qui semble dériver du gascon « arrouganh » signifiant le désir ou l'envie.
« Avoir ses ourses » (ou « avoir ses ours ») est peut-être un glissement linguistique pour « avoir ses jours » (expression désuète) ou une référence à la déesse lunaire Artémis dont le nom signifie « ourse puissante ».

## Théories évolutionnistes

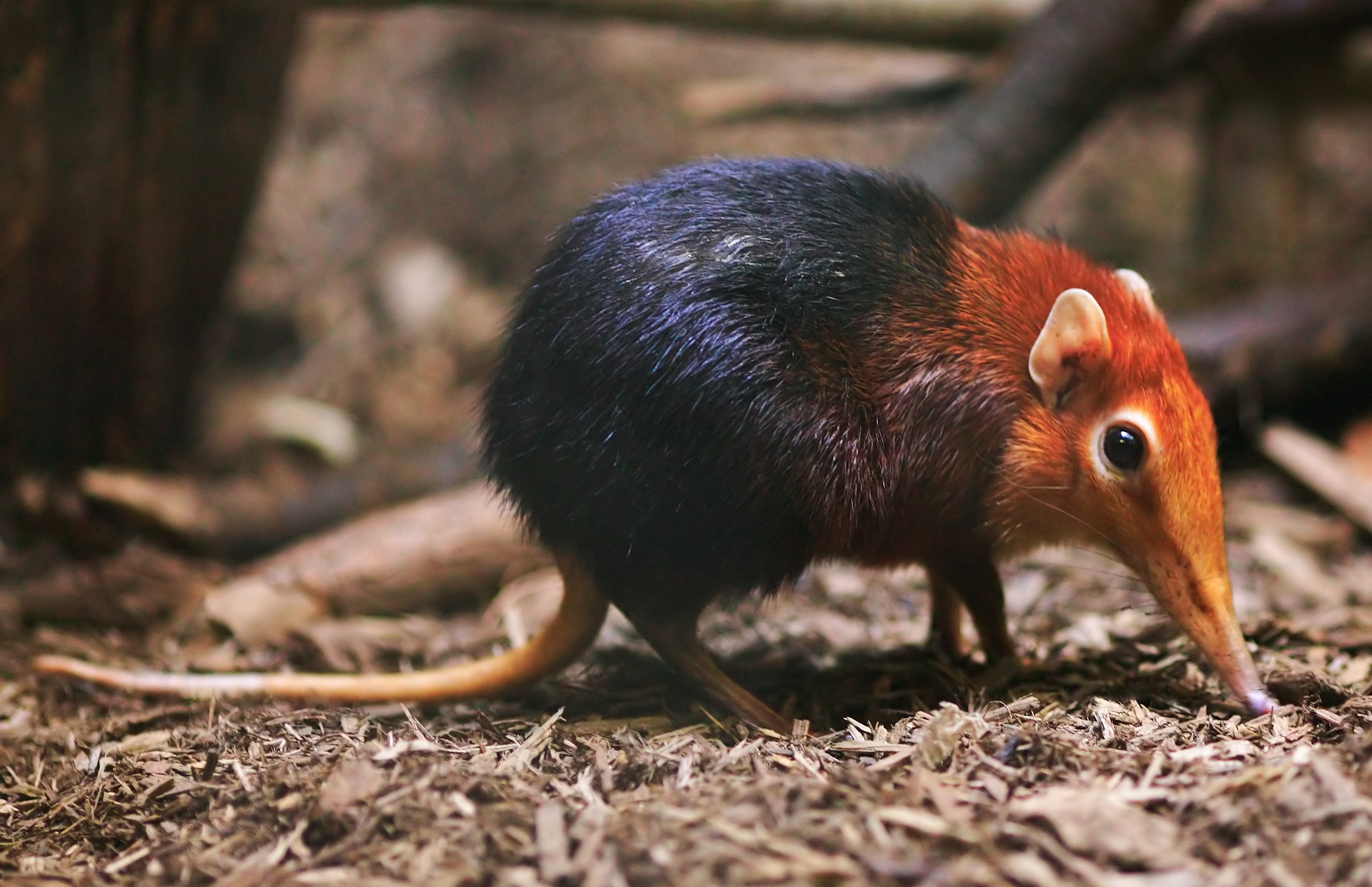
Le Macroscélide de Peters est une des espèces de mammifères où la femelle a des menstruations.

La plupart des mammifères femelles ont un cycle de fertilité, mais seules dix espèces de primates, quatre espèces de chauves-souris, les musaraignes éléphants et les souris épineuses ont un cycle menstruel,. Quatre hypothèses évolutionnistes ont été émises pour tenter d'expliquer l'apparition des menstruations.
En 1993, une biologiste évolutionniste émet l'idée que les règles servent à lutter contre les pathogènes qui seraient véhiculés par les spermatozoïdes. Une anthropologue évolutionniste lui répond en remettant en question le coût énergétique de la reconstruction de l'endomètre à chaque cycle de fertilité. Elle émet l'hypothèse que les économies d'énergie réalisées grâce à l'absence d'entretien continu de la muqueuse utérine compensaient largement le coût énergétique de la reconstruction de la muqueuse lors du cycle de fertilité suivant, même chez des espèces telles que l'humain, où une grande partie de la muqueuse est perdue par les saignements (menstruations manifestes) plutôt que réabsorbée (menstruations cachées),. Ces hypothèses sont considérées comme peu sérieuses.
D'après le chercheur brésilien Coutinho (en), les cycles menstruels se seraient installés à une époque où les femmes enchainaient les grossesses, et n'auraient été que le signe d'un échec de la reproduction. Dès lors que la survie de l'espèce ne nécessite plus un taux de reproduction si élevé, il suggère que les menstruations sont devenues inutiles ; il s'agirait d'une fonction obsolète et trop coûteuse qu'il propose de supprimer. Des études récentes (2012) suggèrent que la menstruation elle-même n'est pas un trait évolué et adaptatif. Il s'agit plutôt d'une conséquence propre à la décidualisation (en) spontanée qui évolue comme un trait dérivé de la décidualisation non spontanée. Deux explications possibles à la décidualisation spontanée chez certaines espèces sont soit qu'elle protège la mère contre un fœtus agressif, soit qu'elle permet à la femelle de « tester » la viabilité du conceptus (en).